# Aeroporto Internazionale di Doha
L'Aeroporto Internazionale di Doha (IATA: DIA, ICAO: OTBD) (in arabo  مطار الدوحة الدولى‎?) è un aeroporto per i voli di linea della città di Doha, capitale del Qatar.

## Storia
L'aeroporto era spesso saturo, sfruttato oltre la capacità di progettazione, nonostante fosse stato ampliato più volte: la capacità della struttura è, infatti, pari a 12 milioni di passeggeri all'anno, mentre nel 2012 ne transitarono 21 milioni. Con i suoi 4 570 metri di lunghezza, la pista è una delle più lunghe in un aeroporto civile. Era l'hub della Qatar Airways. In passato, l'aeroporto venne inizialmente utilizzato soprattutto dai turisti qatarioti e dai lavoratori stranieri provenienti per lavorare nel settore petrolifero e gasifero. L'aeroporto ha poi cominciato ad attrarre più persone, come turisti e viaggiatori in transito grazie soprattutto alla rapida crescita di Qatar Airways. Nel 2010, è stato il 27° aeroporto del mondo per traffico merci. La torre di controllo e gli edifici ausiliari sono stati progettati da Curtis W. Fentress del Fentress Architects.
Era l'unico aeroporto commerciale del Paese finché il 30 aprile 2014 non venne inaugurato l'Aeroporto Internazionale Hamad, nel quale sono stati trasferiti tutti i voli di linea il 27 maggio dello stesso anno. Il nuovo aeroporto si trova a 4 chilometri ad est, si estende su 2 200 ettari di terra ed è in grado di gestire 29 milioni di passeggeri l'anno. È stato riaperto in occasione dei mondiali in Qatar del 2022.

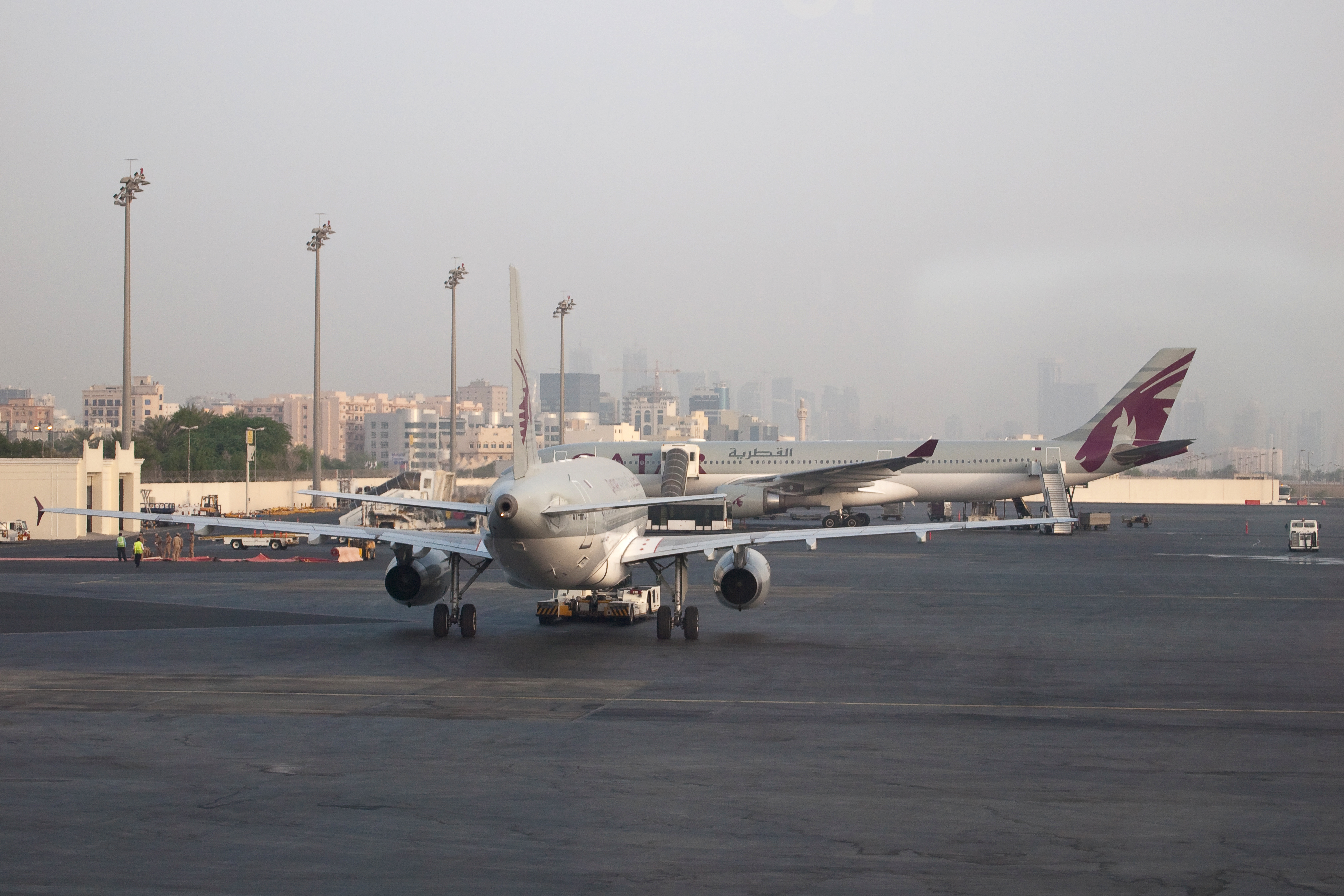
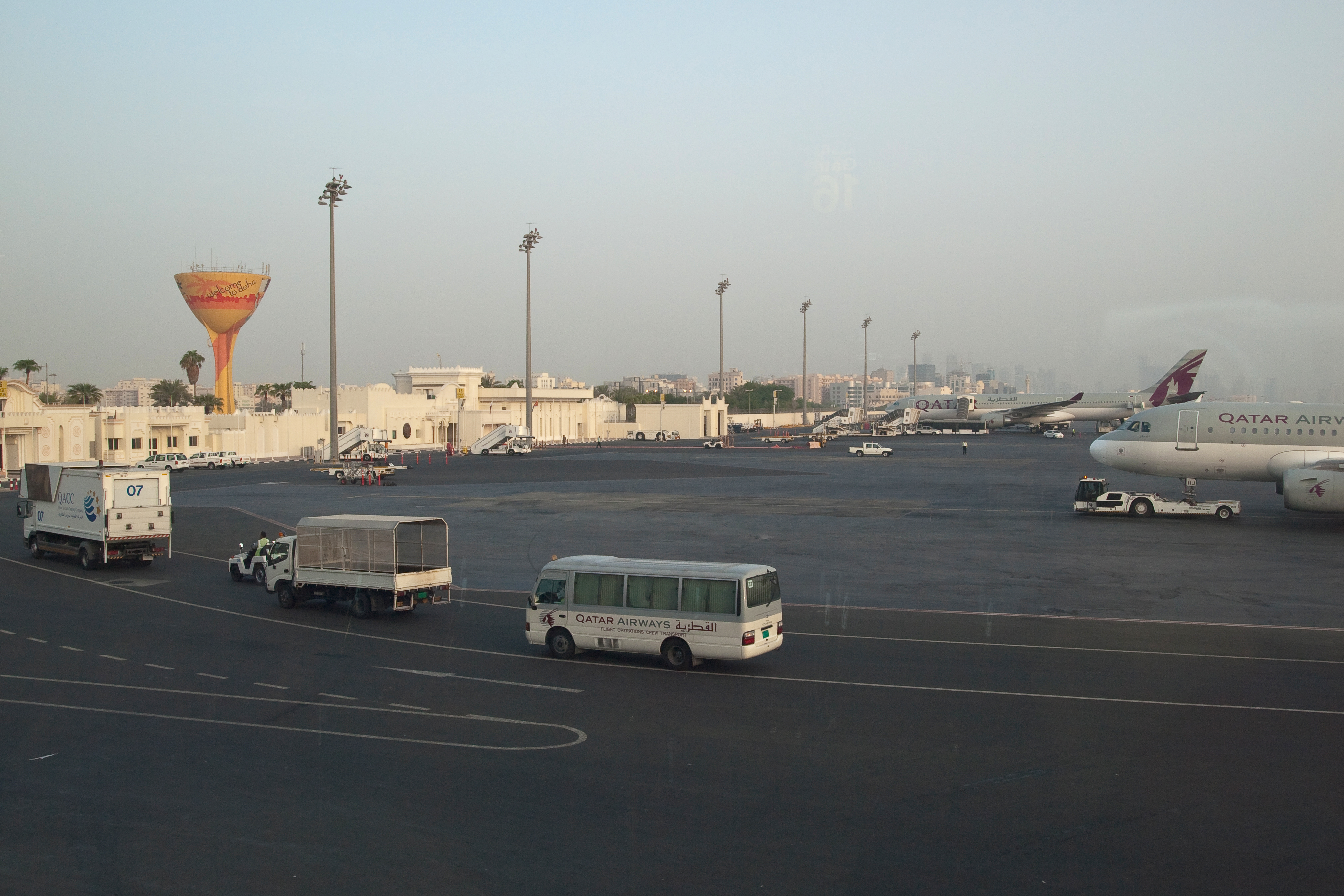

## Terminal

### Terminal Partenze e Transiti
Il Terminal Partenze e Transiti è il terminal principale dell'Aeroporto Internazionale di Doha e gestisce tutti i voli in classe economica di Qatar Airways, oltre a tutte le altre compagnie aeree che utilizzano l'aeroporto. Questo terminal è stato ampliato più volte al fine di far fronte al crescente numero di passeggeri che transitavano per l'aeroporto ogni anno. Il terminal dispone di 44 gate e di una grande area duty-free. Erano presenti 3 sale in questo terminal, tra cui l'Oryx Lounge, che veniva utilizzata da tutte le compagnie aeree passeggeri, la Qatar Airways Gold Lounge, che veniva utilizzata dai soci del Gold Privilege Club di Qatar Airways, e la Qatar Airways Silver Lounge, utilizzata dai titolari di carte Silver Privilege Club di Qatar Airways. Questo terminal venne ampliato andando ad occupare anche la vecchia zona arrivi con l'apertura del nuovo Terminal Arrivi: da quel giorno, infatti, tutti i passeggeri in partenza e in transito utilizzano questa struttura, mentre i passeggeri in arrivo a Doha utilizzano il nuovo Terminal Arrivi.

#### Terminal A
Il Terminal A del Terminal Partenze e Transiti è l'area check-in utilizzata dal più grande utilizzatore dell'aeroporto, Qatar Airways. Oltre alla compagnia di bandiera qatariota usufruiva del Terminal A anche Cathay Pacific, in quanto aveva siglato un accordo di codeshare strategico con Qatar Airways.

#### Terminal B
Il nuovo Terminal B, grande 2 000 m², costruita sul luogo dell'ex-terminal arrivi, è utilizzato da più di 30 compagnie aeree straniere che operano dei voli su Doha. Il nuovo terminal comprende un'area check-in allargata con 35 sportelli e un nuovo sistema di smistamento bagagli, nonché vari negozi di alimentari.

### Terminal Arrivi
Il nuovo Terminal Arrivi venne aperto il 19 dicembre 2010. Il terminal ha una capacità di gestire 2 770 passeggeri l'ora e occupa una superficie di 32 000 m² sostituendo la sala arrivi del vecchio terminal, divenuto poi il Terminal Partenze e Transiti.

### Qatar Airways Premium Terminal
Il Qatar Airways Premium Terminal venne inaugurato nel 2006 e vi transitano tutti i passeggeri di prima classe e business class di Qatar Airways.

## Statistiche
| Anno | Passeggeri | Cargo (tonnellate) | Movimenti aeromobili |
| ---- | ---------- | ------------------ | -------------------- |
| 1998 | 2 100 000  | 86 854             |                      |
| 1999 | 2 300 000  | 62 591             |                      |
| 2002 | 4 406 304  | 90 879             | 77 402               |
| 2003 | 5 245 364  | 118 406            | 42 130               |
| 2004 | 7 079 540  | 160 088            | 51 830               |
| 2005 | 9 377 003  | 207 988            | 59 671               |
| 2006 | 11 954 030 | 262 061            | 103 724              |
| 2007 | 9 459 812  | 252 935            | 65 373               |
| 2008 | 12 272 505 | 414 872            | 90 713               |
| 2009 | 13 113 224 | 528 906            | 101 941              |
| 2010 | 15 724 027 | 707 831            | 118 751              |
| 2011 | 18 108 521 | 795 558            | 136 768              |
| 2012 | 21 163 382 | 844 532            | 155 672              |